# Yosomulyo (Gambiran)
Yosomulyo is een bestuurslaag in het regentschap Banyuwangi van de provincie Oost-Java, Indonesië. Yosomulyo telt 10.549 inwoners (volkstelling 2010).